# ホークファミリー
ホークファミリーは、日本プロ野球・福岡ソフトバンクホークスの球団マスコット群の総称。鷹をモチーフとした一家で、ホークスタウンの住人という設定。球団マスコットは現キャラクターのみでも総勢8人と12球団最多である。

## 歴史
南海ホークスが福岡に移転し「福岡ダイエーホークス」となった際にデザインされたホーマーホークほか4名が原型。ロサンゼルスオリンピック（1984年）のマスコット・イーグルサムのデザイナーとして知られるC・ロバート・ムーアが製作し、ホーマーは当時の球団旗やペットマークの中央にもあしらわれた。
1992年にホークスが本拠地を平和台球場から福岡ドームへ移転するにあたりキャラクターのリニューアルが行われ、坂井永年らの手によってハリーホーク以下の現キャラクターがデザインされた。球団旗のデザインは変更しないという条件がついていたためハリーはホーマーとほぼ変わらない顔立ちとなっているが、顔の縦方向の長さが短くなり、体型は全体的によりすっきりとしたデザインになっている。キャラクター設定ではハリーをホーマーの弟とすることで、連続した世界観となった。
ホークファミリーは当時の親会社ダイエーの広告にも起用され、特売日「一の市」のテレビCMなどに出演していたなどダイエーのマスコットキャラクターとしての側面もあった。ホークスの親会社が、ダイエーからソフトバンクとなり「福岡ソフトバンクホークス」となった際には、イメージカラーにあわせ各キャラクターのオレンジ色部分を新しいチームカラーの黄色に変更するなどのマイナーチェンジが行われた。球団旗からはキャラクターが消えたが、旧球団旗にあしらわれていたホーマーのイラストは黄色にリニューアルされ、現在もペットマークなど各所に使われている。

## キャラクター一覧

### 現キャラクター
ハリーホーク (Harry Hawk)
4月10日生まれの23歳。身長180cm、体重80kg。
プロ野球選手（背番号100）。一族の始祖・ホーク1世から数えて7代目で、先代マスコットであるホーマーホークの末弟。ホームユニフォームを着用している。2006年は「倍返し。」のキャッチフレーズの下、千葉ロッテマリーンズ戦限定で、パワーアップしたスーパーハリーとなっていた（別記）。
ハニーホーク (Honey Hawk)
7月7日生まれの18歳。身長157cm、体重45kg。
ダンシングチーム「ハニーズ」のチアリーダー。背番号082。ダイエー時代はハリーの一ファンであったが、ソフトバンク時代にはガールフレンドとなった。
ハーキュリーホーク (Herculy Hawk)
8月1日生まれの23歳。身長195cm、体重97kg。
プロ野球選手（背番号200）。ハリーのライバル。ビジターユニフォームを着用している。九州朝日放送で放送されているアサデス。にてホークファミリーが紹介された際、ハリーホークの様にバク転ができない、ホワイトボードに文字を書こうとしたが、ペンのインクが無くなり文字が書けなくなった。そんなハーキュリーの姿を見て以来、番組ではハーキュリーを応援しており、ハーキュリーにスポットを当てた企画も放送された。
ホンキーホーク (Honky Hawk)
9月15日生まれの57歳。身長155cm、体重65kg。
ハリーの叔父。ホークスタウン市長。
ヘレンホーク (Helen Hawk)
9月15日生まれの55歳。身長165cm、体重48kg。
ホンキーの妻で、ハリーの叔母。
ハック、リック、ホック
ハリーの甥っ子三兄弟で、後述のヘーゼル、ハーウィーとはいとこ。ただし両親についての詳しい設定はない。
ハックホーク (Hack Hawk)
5月5日生まれの7歳。身長120cm、体重28kg。
長男。カラーリングは赤。ツリ目が外見上の特徴。
リックホーク (Rick Hawk)
5月5日生まれの5歳。身長100cm、体重23kg。
次男。カラーリングは青。めがねをかけている。
ホックホーク (Hock Hawk)
5月5日生まれの3歳。身長80cm、体重18kg。
三男。カラーリングは緑。タレ目。

### 旧キャラクター
平和台最終戦（1992年10月1日）と同時に引退。ハリーたちと違い靴は履いていない。着ぐるみは表面の羽毛の表現がリアルだったが、汚れやすいなどの欠点もあったようである。
ホーマーホーク
ハリーの兄。背番号100。体型はなで肩でやや腹が出ており、ハリーとの違いとなっている。
ハピーホーク
ホーマーの妻。
ハーウィーホーク
ホーマーの息子。公式イラストでは大きめのグラブと帽子を着用。
ヘーゼルホーク
ホーマーの娘。公式イラストでは人形を持っている。

### その他
ホーク一世ハリーらの先祖で、ホークスタウンの始祖。HAWK暦1795年生まれで、HAWK暦1827年にホラフク号で現地に上陸した。HAWK暦1877年没。実際にPayPayドームに銅像がある。

### 一族の設定
これまでのところ、ハニーおよびハーキュリーにはホーク一族との血縁関係は設定されていない。
```
【初代】ホーク一世
　　　　　　┃
　　　　（途中略）
　　　　　　┃
　　　　　　┣━━━━━━━┓
　　　　　　┃　　　　　　　┃
【六代】　（父）　（母） ホンキー　 ヘレン
　　　　　　┗━┳━┛　　　┗━━━━┛
　　　　　　　　┃
　　　　　　　　┣━━━━━━━━━━━━┳━━━━┓
　　　　　　　　┃　　　　　　　　　　　　┃　　　　┃
【七代】　　 ホーマー　　 ハピー　　　 （次男）　 ハリー
　　　　　　　　┗┳━━━━┛　　　　　　┃
　　　　　　　　　┃　　　　　　　　　　　┃
　　　　　　┏━━┻━━┓　　　　┏━━━╋━━━┓
　　　　　　┃　　　　　┃　　　　┃　　　┃　　　┃
【八代】ハーウィー　 ヘーゼル　 ハック　リック　ホック
```

## エピソード
- PayPayドームのバックスクリーン中央部にはホークスの選手のホームラン時に出現する巨大ハリーホークの装置（風船で出来ており、大量の空気を入れる事により出現）が置かれている。
- 東平尾公園博多の森球技場で行われたアビスパ福岡のマスコット、「アビー」と「ビビー」の結婚式でハリーホークが立会人を務めた。
- 1995年公開の大映映画『ガメラ 大怪獣空中決戦』の劇中、ホークスの本拠地である福岡ドームが、ギャオス捕獲作戦の拠点として使用された。その際、ドーム内の作戦本部のコードネームが「ハリーホーク」、ギャオスをドームまで誘導する自衛隊のヘリコプターのコードネームが「ハーキュリーワン」に設定されている。
- 2017年のシーズンオフから、ハリーホークは千葉ロッテマリーンズのマーくん、東京ヤクルトスワローズのつば九郎、中日ドラゴンズのドアラと共に全国主要都市のホテルにてディナーショーを開催しており、4マスコット共同のブログも開設している[2]。
- オールスター2013神宮の試合前ステージで、ハリーホークについて、つば九郎から「もつなべ ごちになったからいいひと」と言われる。
- 2021年、ハリー・ハニー・ハーキュリー・ホンキー・ヘレン・ハック・リック・ホックのホークファミリー全員がゲスト出演する『マジカパーティ』第33話に他のパ・リーグマスコットが登場した。
- オールスター2022第一戦始球式では、ドアラがバッターボックスとは逆側を向いているところをハリーホークが気にかけて、優しく突っ込んでいる。他にも他マスコットを気遣うエピソードは多くあり、面倒見が良いキャラクターと言える。